# سفارة السويد في جنوب إفريقيا
سفارة السويد في جنوب أفريقيا هي أرفع تمثيل دبلوماسي لدولة السويد لدى جنوب أفريقيا. تقع السفارة في وهي تهدف لتعزيز المصالح السويدية في جنوب أفريقيا.

## وصلات خارجية
- قائمة سفارات السويد
- قائمة السفارات في جنوب أفريقيا